# San Marino nos Jogos Olímpicos de Inverno de 1988
San Marino competiu nos Jogos Olímpicos de Inverno de 1988 em Calgary, Canadá.